# Janshin Densetsu: Quest of Jongmaster
Janshin Densetsu: Quest of Jongmaster (雀神伝説 QUEST OF JONGMASTER) est un jeu vidéo de mah-jong développé par Aicom et édité par SNK en 1994 sur Neo-Geo MVS et Neo-Geo CD (NGM 048), ainsi que sur PC-Engine,,.